# 돌리나

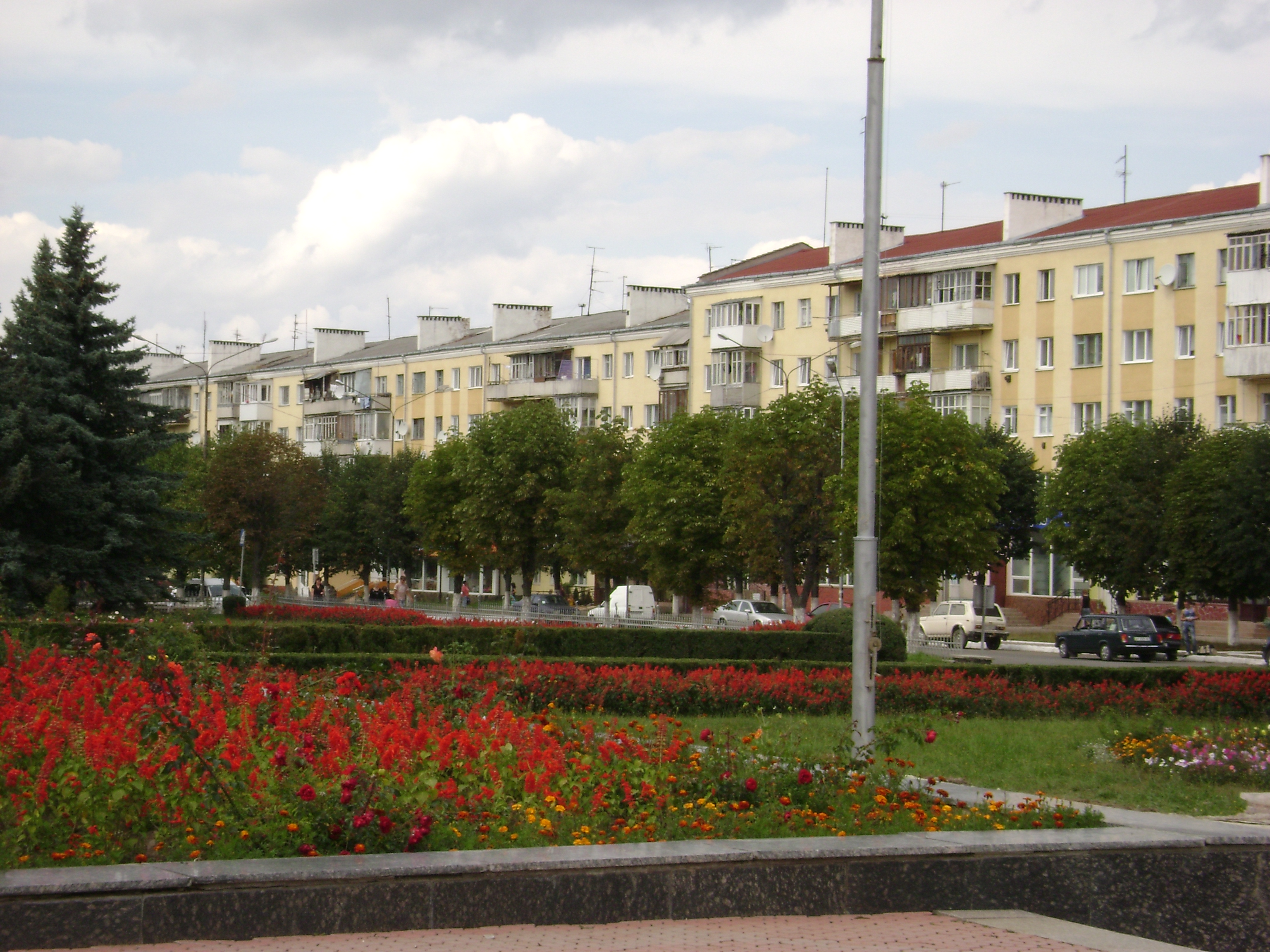
돌리나

돌리나(우크라이나어: Долина, 폴란드어: Dolina, 이디시어: דאלינע)는 우크라이나 남서부에 위치한 이바노프란키우스크주의 도시로 인구는 20,417명(2022년 기준)이다.

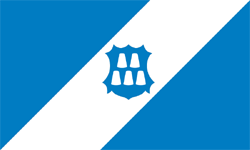
시기
시 문장